# Прогулянка з задоволенням і не без моралі
«Прогулянка з задоволенням і не без моралі» (рос. Прогулка с удовольствием и не без морали) — остання повість Тараса Шевченка, написана російською мовою орієнтовно у другій половині 1855 (Новопетровське укріплення) — вкінці лютого 1856 р. (Нижній Новгород), у той час, коли Шевченко закінчив роботу над повістю «Близнецы» і ще не приступав до написання повісті «Художник» (25 січня 1856 р.).
У повісті «Прогулка с удовольствием и не без морали» Шевченко продовжує розробляти тему морального виродження представників пануючої верстви, а також тему кріпака-інтелігента. У творі певною мірою використано жанр «подорожнього нарису». У подорожніх нотатках художника Дармограя, в особі якого легко розпізнається сам автор, Шевченко розповідає життєві історії героїв і водночас у численних публіцистичних та ліричних відступах розкриває свої суспільні погляди, педагогічні ідеї, знайомить читача зі своїми літературними та мистецькими уподобаннями. У сюжеті повісті важливу роль відіграє мемуарний елемент — спогади про другу подорож Україною, роки навчання в Академії мистецтв та ін.

## Історія написання
Роботу над повістю Шевченко розпочав на засланні в Новопетровському укріпленні й продовжував після звільнення із заслання під час перебування в Нижньому Новгороді (20 вересня 1857 р. — 6 березня 1858 р.). Перша частина повісті існує у двох редакціях. Порівняльний аналіз ранньої редакції повісті та авторизованої копії засвідчив, що у процесі роботи над копією Нагаєва, яка є проміжною ланкою між цими двома рукописами, а потім над «новым экземпляром» Шевченко вносив у текст певні зміни, уточнюючи, доповнюючи і стилістично доопрацьовуючи його. Так виникла друга редакція першої частини твору.
Первісний автограф не відомий. Про його існування свідчить фрагмент — дев'ять рядків тексту останнього (десятого) розділу першої частини, написаний на окремому подвійному аркуші. Пізніше, працюючи над повістю «Художник», Шевченко ще раз використав цей аркуш: кількома рисками перекреслив уривок тексту «Прогулки» і, пронумерувавши його відповідно до попередніх аркушів автографа повісті «Художник», продовжував писати на ньому. Цей аркуш (111, за авторською нумерацією) припадає на середину тексту «Художника», розпочатого 25 січня 1856 р. і завершеного 4 жовтня цього ж року, і свідчить, таким чином, що майже вся перша частина «Прогулки» була написана орієнтовно до середини 1856 р. Отже, робота над цим твором або йшла паралельно з роботою над повістю «Художник», або була здійснена раніше, до 25 січня 1856 р.
Перший здогад маловірогідний, оскільки для творчого процесу Шевченка не властива одночасна робота над кількома творами. Більш ймовірним є припущення, що первісний автограф першої частини «Прогулки» був створений до 25 січня 1856 р., можливо, розпочатий наприкінці 1855 р., одразу після завершення роботи над повістю «Близнецы». Імовірно також, що на час написання повісті «Художник» Шевченко залишив роботу над «Прогулкою» і повернувся до неї вже після 4 жовтня 1856 р. Протягом жовтня — листопада Шевченко, як видно з його листування, переписує, очевидно, з первісного автографа, чистову копію, текст якої являє собою ранню редакцію першої частини твору.
На першому аркуші автографа первісний заголовок «Матрос» закреслено і змінено на «Старая погудка на новый лад». Нижче — підзаголовок «Этюд» і присвята: «Посвящаю М. Лазаревскому и С. Артемовскому». В тексті багато виправлень Шевченка, зроблених у процесі переписування. На окремих аркушах (64, 72-3, 112-3, 131) — виправлення невідомою рукою чорнилом. Перед текстом вклеєний окремий аркуш поштового паперу з листом Шевченка до М. Лазаревського і С. Артемовського від 5 листопада 1856 р., в якому він повідомляє адресатів, що надсилає їм свій «Этюд», і висловлює прохання:
|  | Прошу вас, други мои, прочитайте его укупі і поправте, що можно поправить, і отдайте доброму писареві переписать. І коли єсть у вас знакомий чоловік в редакции „Современника“ або „О[течественных] за[писок]“, то отдайте йому, нехай надрюкує под именем К. Дармограй. А як не маєте такої персони, то, прочитавши й переписавши, адресуйте в контору „О[течественных] записок“ его высокоблагородию Алексею Феофилактовичу Писемскому |

Як видно з листа, Шевченко переписував чистову копію і надсилав її М. М. Лазаревському двома заходами. І — V розділи переписані протягом жовтня — самого початку листопада й надіслані разом з листом від 5 листопада 1856 р., VI — X розділи — протягом листопада (на це вказує дата «30 ноября 1856» наприкінці автографа) і надіслані М. М. Лазаревському з листом від 8 грудня 1856 р. В цьому листі уточнено назву ранньої редакції повісті:
|  | ...я тебя прошу, сделать его 1 этюду такое заглавие: МАТРОЗ. ИЛИ СТАРАЯ ПОГУДКА НА НОВЫЙ ЛАД. (Рассказ) а не этюд Часть первая. |

Тут же висловлено й прохання:
|  | Еще просит он поправить ошибку, правду сказать, довольно грубую. Он написал, что местечко Лысянка замечательно месторождением знаменитого Богдана Хмельницкого. Неправда, в Лысянке родился не знаменитый гетман, а отец его, Чигиринский сотник Михайло Хмельник, или Хмельницкий. И не по словам летописи Самовидца, как он написал, а по словам профессора Соловьева, который ссылается на Киевские акты. Еще, тоже не помню на которой странице, он сделал пробел, а за ним и я, нужно было написать фамилию знамени того череполога Лаватера, но он вероятно забыл, как прозывался этот мудреный немец, а я тоже не вспомнил. |

Далі Шевченко у цьому листі пише, що в грудні 1856 р. письменник ще не приступав до написання другої частини повісті:
|  | Еще он пишет мне, что если и будет вторая часть этого рассказа, то не весьма скоро. Поэтому я и думаю, что лучше не писать „Часть первая“ |

17 січня 1857 р. М. М. Лазаревський повідомив Шевченка про одержання обох його листів з автографом першої частини повісті. Натякаючи на небажаність публікації повісті під час вирішення справи про звільнення Шевченка з заслання („Теперь, слава Богу, не до «Матроса»“), М. М. Лазаревський все ж виконує його прохання зняти копію:
|  | Получивши твое первое письмо с „Матросом“, я отдал его (тобто І — V розділи. — Ред.) переписать... Сию минуту воротился (12 ч. ночи) из театра и получил [письмо] от Дармограя от 8 декабря |

Копіювання, таким чином, здійснювалось також двома заходами і було завершене, очевидно, в другій половині квітня 1857 р., оскільки 11 квітня цього ж року М. М. Лазаревський писав Шевченкові:
|  | 2-го отдела твоего „Матроса“ еще не успели переписать, но на днях окончится он; а уж твой подлинник в переплете и никому не уступится |

Рукописна копія, замовлена М. М. Лазаревським, зберігається в архіві Шевченка.
Після звільнення із заслання, перебуваючи у Нижньому Новгороді, Шевченко продовжує працювати над повістю й одночасно вживає заходів щодо її публікації. Протягом жовтня він виправляє копію Нагаєва і частинами передає переписувачу. Характер роботи над текстом у цей період засвідчує щоденниковий запис від 25 жовтня 1857 р.:
|  | Продолжаю по складам прочитывать и поправлять „Матроса“ и ругать безграмотного переписчика, пьяницу прапорщика Нагаєва. Прочитывая по складам моє творение, естественно, что я не могу следить за складом речи. Убедился только в одном, что название этого рассказа необходимо переменить. Пока не придумаю моему „Матросу“ другого, более приличного имени, назову его так: „Прогулка с пользою и не без морали“». Про інтенсивність і цілеспрямованість творчої думки в цей час можна зробити висновок із щоденникового запису від 30 жовтня 1857 р., який безпосередньо не торкається роботи над повістю: «Пользуясь погодой, я совершил прогулку вокруг города с удовольствием и не без пользы |

Наступного дня, 31 жовтня, Шевченко пише у щоденнику про свої сумніви щодо композиції твору, а також про намір надіслати його до одного з московських журналів, цього разу через посередництво М. С. Щепкіна:
|  | Сегодня только наконец дочитал своего „Матроса“. Он показался мне слишком растянутым. Может быть оттого, что я по складам его читал. Прочитаю еще раз в новом экземпляре, и если окажется сносным, то пошлю его к М. С. Щепкину, пускай где хочет, там его и приютит |

«Новый экземпляр» — рукописна копія, виготовлена, ймовірно, у першій половині листопада, оскільки 12 листопада 1857 р. Шевченко записав у щоденнику:
|  | У меня было намерение послать... в Москву своего „Матроса“, но переписчик мой тоже с добрыми людьми загулял, и рукопись остановилась |

До кінця грудня Шевченко вичитував і знову правив рукопис. Характер правки в рукописній копії засвідчує, що вона розпочиналася двічі, ймовірно, в залежності від виготовлення копії. Спочатку, очевидно, отримавши від переписувача арк. 1 — 35, Шевченко зробив на них виправлення чорнилом. Пізніше, отримавши аркуші 36 — 45, він правив рукопис знову від самого початку й до кінця олівцем. Рукою Шевченка також олівцем, ймовірно, вже після виправлення копії, написано остаточний заголовок — «Прогулка с удовольствием и не без морали. Часть 1», присвята — «Посвящаю Сергею Тимофеевичу Аксакову в знак глубокого уважения» (на обгортці) і підпис-псевдонім у кінці рукопису — «К[обзарь] Дармограй».
У кінці 1857 р. через М. С. Щепкіна, який 25 — 29 грудня був у Нижньому Новгороді, Шевченко пересилає виправлений рукопис С. Т. Аксакову і через кілька днів сповіщає його:
|  | Послал я вам с моим великим другом свою „Прогулку с удовольствием и не без морали“. Вооружитесь терпением, прочтите ее, и если найдете сию „Прогулку“ годною предать тиснению, то предайте, где найдете приличным. Вторая часть „Прогулки“ будет прислана вам, как только покажется в печати первая |

Відповідь від Аксакова Шевченко отримав 13 січня 1858 р. У щоденнику є запис:
|  | Возвратясь домой, нашел я у себя на столе письмо Сергея Тимофеевича Аксакова. Самое любезное, самое сердечное письмо. В заключение любезностей он пишет, что „Матрос“ мой наконец пошел в ход, он передал его Каткову, редактору „Русского вестника“. В ожидании будущих благ принимаюсь переписывать вторую часть „Матроса“ |

Про зміст цього листа від Аксакова, який не зберігся, Шевченко писав також до М. С. Щепкіна 17 січня 1858 р.:
|  | Позавчора я получив не письмо, а просто панегірик от Сергея Тимофеевича. Якби я хоч трошки дурніший був, то я б учадів од його панегірика [...]. Я тепер день і ніч сижу та переписую вторую часть тії самої повісті, що я з тобою послал Сергею Тимофеевичу. Як кончу, то зараз і пришлю |

В цей час Шевченко також думає опублікувати й інші свої повісті. У листі до Пантелеймона Куліша від 26 січня 1858 р. він пише:
|  | Навчи ти мене, будь ласкав, що мені робити з руськими повістями? У мене їх десятків коло двох набереться. Затопить грубу — шкода: багато праці пропаде. Та й грошей би хотілося, бо тепер вони мені дуже потрібні. Порадь, будь ласкав, що мені робить? |

Проте Куліш не сприймав російської прози Шевченка, у листі до поета від 1 лютого 1858 р. він пише:
|  | Читав я твою „Княгиню“ і „Матроса“. Може, ти мені віри не піймеш, може, скажеш, що я московщини не люблю, тим і ганю. Так от же тобі: ні одна редакція журнальна не схотіла їх друковати |

Висловлене у листі твердження про те, що повість «Матрос» була відкинута редакціями петербурзьких журналів, навряд чи можна вважати вірогідним, оскільки воно не підкріплюється жодними документальними даними.
Втративши надію на допомогу Куліша, Шевченко з нетерпінням чекає відповіді з Москви й одночасно напружено працює над другою частиною «Прогулки». «Чи робить там що Катков з моєю повістю? Я вже другу часть кінчаю», — писав Шевченко М. С. Щепкіну 3 лютого 1858 р. 14 лютого, він занотував у щоденнику:
|  | Кончил, наконец, вторую часть „Матроса“. Переписыванье — это самая несносная работа, какую я когда-либо испытывал [...]. Нужно будет прочитать еще это рукоделье, что из него выйдет? Как примет его С. Т. Аксаков? Мне ужасно хочется ему нравиться... |

Про завершення роботи над другою частиною пише Шевченко також у листі до Аксакова від 16 лютого 1858 р.:
|  | Вы так сердечно дружески приняли мою далеко не мастерскую „Прогулку“, так сердечно, что я, прочитавши ваше дорогое мне письмо, в тот же день и час принялся за вторую и последнюю часть моей „Прогулки“. И только сегодня кончил. А как кончил? Не знаю. Судите вы меня, и судите искренно и милостиво. Я дебютирую этой вещью в великорусском слове. Но это не извинение. Дебютант должен быть проникнут своей ролью, а иначе он шарлатан. Я не шарлатан, я ученик, жаждущий дружеского, искреннего суда и совета. Первая часть „Прогулки“ мне показалась растянутою, вялою. Не знаю, какою покажется вторая. Я еще не читал ее, как прочитаю, так и пошлю вам |

Чистовий автограф другої частини повісті датується 16 лютого 1858 року і фіксує, таким чином, час закінчення переписування чистової копії з чорнового автографа, що був створений майже рік тому в Новопетровському укріпленні. Під час переписування Шевченко вносив у текст окремі виправлення (нижній шар правки в чистовому автографі). Пізніше, очевидно, протягом лютого (7 березня Шевченко вже виїхав з Нижнього Новгорода до Москви) він перечитав рукопис, знову зробив виправлення та доповнення (верхній шар правки) і переслав (можливо, передав) його С. Аксакову.
14 квітня 1858 р. Аксаков написав Шевченкові:
|  | Первая часть Вашей повести давно отдана мною Максимовичу, который должен уведомить Вас, будет ли она помещена в „Рус[ской] беседе“ или нет. Вторую часть я читаю понемногу. Большею частию сам; когда дочитаю, — скажу Вам откровенно свое мнение. Я считаю, что такому таланту, как Вы, надобно говорить чистую правду |

Наведені рядки дають підстави для здогаду, що доля рукопису на цей час уже була вирішена. І все ж Шевченко не втрачав надії на опублікування «Прогулки». Лист до Аксакова від 25 квітня:
|  | Вы обещаете мне написать ваше мнение о моей повести. Если она стоит этого, напишите, ради святого, божественного искусства. Мнение чувствующего и благородно мыслящего художника мне необходимо. И ваше искреннее слово я прийму с благоговением, прийму как дорогой бесценный подарок. Не откажите же мне в этой великой радости! |

Остаточну відповідь Аксаков надіслав Шевченкові 19 червня 1858 р.:
|  | Только болезнь моя была причиной, что я до сих пор не написал Вам о Вашей повести, которая уже давно возвращена мне редакциею „Рус[ской] беседы“. Конечно, всего было бы ближе самому Максимовичу написать к Вам, но он заторопился на свою Михайлову гору и поручил мне уведомить Вас, что повесть Ваша в настоящем ее виде не может быть напечатана в „Русской беседе“. Я обещал Вам откровенно сказать свое мнение об этом Вашем произведении. Исполняю мое обещание: я не советую Вам печатать эту повесть. Она несравненно ниже Вашего огромного стихотворного таланта, особенно вторая половина. Вы лирик, элегист, Ваш юмор невесел, а шутки не всегда забавны, а это часто бывает невыгодно. Правда, где только Вы касаетесь природы, где только доходит дело до живописи, — там все у Вас прекрасно, но это не выкупает недостатков целого рассказа. Я без всякого опасения говорю Вам голую правду. Я думаю, что такому таланту, как Вы, можно смело сказать ее, не опасаясь оскорбить самолюбия человеческого |

Лист Аксакова, прикро вразив Шевченка, проте, відповідаючи на нього 15 липня 1858 р., поет писав:
|  | Сердечно благодарен вам за ваше искренно благородное письмо. Вы мне сказали то, о чем я сам давным-давно думал, но, не знаю почему, не решался сказать, а вы сказали, и я трижды вам благодарен за ваше искреннее, прямое слово, оно осветило мне дорогу, по которой я шел ощупью. Теперь думаю отложить всякое писание в сторону и заняться исключительно гравюрою... |

Будь-яких свідчень пізнішого часу про поновлення роботи над твором та про нові заходи щодо його опублікування немає.

## Історія видань
Вперше про повість згадано у «Извещении о прозаических сочинениях Т. Гр. Шевченка на великорусском языке»: «Прогулка с удовольствием и не без морали в двух частях. Первая часть на 22 1/2 листах, переписана не Шевченком, а только им исправлена (30 ноября 1856 года); вторая же часть, на 23 листах, переписана самим Шевченком. Под обеими подпись: Дармограй — ’Л л.». У повідомленні йдеться про авторизовану копію першої частини та автограф другої частини, що нині зберігаються в Інституті літератури. У назві повісті припущено друкарську помилку: «Прогулка с удовольствиями и не без морали» замість «Прогулка с удовольствием и не без морали».
Вперше уривки повісті (під редакторським заголовком «Из неизданной повести Т. Г. Шевченка» та з редакторськими заголовками до кожного окремого уривка) надруковано В. П. Горленком і з його передмовою в газеті «Труд» за грудень 1881 р.:
- № 122 (11 грудня) — уривок V розділу першої частини («Силуэт»);
- додаток за 12 грудня — два уривки VII розділу першої частини («Сон» та «Из былого»);
- додаток за 17 грудня — уривок VIII розділу першої частини («После работы»);
- додаток за 29 грудня — уривки IX та X розділів першої частини («На этюде») та уривок І розділу другої частини («Могилы и руины»).

У публікації, що здійснювалася за авторизованою копією (уривки першої частини) та автографом (уривки другої частини), багато відхилень від Шевченкового тексту, які виникли внаслідок довільного редакторського втручання: перестановки та пропуски окремих слів, стилістична правка та інші виправлення.
Вперше повністю була надрукована у журналі «Киевская старина» у 1887 році. Перша частина подавалася за авторизованою копією, друга — за автографом. У тексті «Киевской старины» немає тих відхилень від оригіналу, які зафіксовані в газеті «Труд», проте і в цій публікації є значна кількість перекручень і «виправлень» Шевченкового тексту, що також з'явилися внаслідок редакторського втручання. На перших десяти аркушах авторизованої копії ці виправлення зроблені невідомою рукою олівцем. У дальшому тексті авторизованої копії, а також в автографі другої частини виправлень немає. Очевидно, вони внесені безпосередньо у текст складального рукопису. Як і в газетній публікації, редагування йшло у напрямі довільної стилістичної правки.
Вперше введено до збірки творів у виданні: Поэмы, повести и рассказы Т. Г. Шевченка, писанные на русском языке. С портретом поэта / Издание редакции «Киевской старины». — Киев, 1889. — С. 425 — 562.
Пізніші видання:
- Повести. Кн. 1—3. К-, вид-во «Рад. письменник», 1949. кн. 2. Прогулка с удовольствием и не без морали. Княгиня. Музыкант. 236 стор.

## Сюжет
Сюжет твору розгортається у двох планах: розпусне життя ротмістра Курнатовського, історія його одруження з кріпачкою Оленою та історія матроса Обеременка — учасника оборони Севастополя, який замість пропонованої нагороди за хоробрість просить звільнити сестру з кріпацтва (дійсний факт, про який Шевченко прочитав у першому номері «Морского сборника» за 1855 р.).
У повісті Шевченко знову зосереджується на проблемі формування людської особистості, наголошує на вирішальному впливі на формування характеру людини навколишнього середовища.
У другій частині твору, де, за словами Шевченка, «резче обозначилась общая идея рассказа», введено мотив морального переродження поміщика Курнатовського внаслідок одруження з дівчиною-кріпачкою, а також спілкування з її братом-матросом Обеременком та заможними хуторянами: лікарем Степаном Йосиповичем Прехтелем та його дружиною — носіями позитивного ідеалу автора.

## Персонажі
- Маша Прехтель — вродлива дівчина, яка мала чудовий низький голос. Автор порівняв її з Марієттою Альбоні — італійською оперною співачкою (контральто).